# П'єтро Масканьї
П'єтро Масканьї (італ. Pietro Mascagni; 7 грудня 1863 — 2 серпня 1945) — італійський оперний композитор, представник веризму.

## Життєвий шлях
Народився в Ліворно. Масканьї навчався в Міланській консерваторії у Антоніо Бадзіні. Перший час він працював диригентом у різних театрах. Популярність він здобув після написання опери «Сільська честь», написана за п'єсою Джованні Верга, вперше поставленої в театрі «Костанцо», в Римі в 1890 році. Поряд з оперою «Паяци» Леонкавалло, ця опера поклала початок новому напрямку — оперному веризму.
В 1895–1902 Масканьї очолював Музичний ліцей імені Россіні в Пезаро. Двоюрідний брат і учень Масканьї Маріо Масканьї, також став помітним діячем італійського музичної освіти. Помер Масканьї в Римі.

## Твори
- «Сільська честь» (Cavalleria rusticana, (1890)
- «Друг Фріц» (L'amico Fritz, 1891). За однойменним романом Еркманна і Шатріана (Emile Erckmann і Pierre-Alexandre Chatrian)
- «Брати Ранцау» (I Rantzau, 1892). За романом «Два брата» Еркманна і Шатріана.
- «Вільям Раткліфф» (Guglielmo Ratcliff, 1895). За однойменною п'єсою Гейне
- Silvano (1895). За новелою Альфонса Карра (Alphonse Karr).
- Zanetto (1896)
- «Ірис» (Iris, 1898)
- «Маски» (Le maschere, 1901)
- Amica (1905)
- Isabeau (1911)
- «Парізіна» (Parisina, 1913). За однойменною поемою Байрон а
- «Жайворонок» (Lodoletta, 1917). За романом «Два маленьких дерев'яних Башмачка» Марії Луїзи Рамі (Marie Louise de la Ramee)
- Si (1919) — оперета
- «Маленький Марат» (Il piccolo Marat, 1921)
- Pinotta (1932), переробка кантати In filanda (1881)
- «Нерон»(Nerone, 1935). За п'єсою П'єтро Косса (Pietro Cossa)